# Salmer fra køkkenet
Salmer fra køkkenet er en norsk-svensk komediefilm fra 2003 instrueret af Bent Hamer. I samarbejde med Jörgen Bergmark skrev han også manuskriptet og producerede filmen. Hovedrollerne spilles af Joachim Calmeyer og Tomas Norström.

## Handling
En videnskabelig observatørs arbejde med at observere en gammel, gnaven og enlig mands vaner i køkkenet kompliceres af hans voksende venskab med ham.

## Medvirkende
- Joachim Calmeyer som Isak Björvik
- Tomas Norström som Folke Nilsson
- Bjørn Floberg som Grant
- Reine Brynolfsson som Malmberg
- Sverre Anker Ousdal som doktor Benjaminsen
- Leif Andrée som doktor Ljungberg
- Gard B. Eidsvold som Bakkerman
- Lennart Jähkel som Green
- Trond Brænne som ordfører
- Bjørn Jenseg som vagtmester
- Jan Gunnar Røise som vagtassistent
- Karin Lunden som socialist